# 잘랄 하산
잘랄 하산 하쳄(아랍어: جلال حسن هاشم, Jalal Hassan Hachem, 1991년 5월 18일 ~ )은 이라크의 축구 선수로 현재 알자우라 SC에서 골키퍼로 뛰고 있으며 이라크 축구 국가대표팀의 주장을 맡고 있다.